# Andorre au Concours Eurovision de la chanson 2007
Andorre a choisi la chanson qui va la représenter au Concours Eurovision de la chanson 2007 grâce à une sélection interne appelée Projecte Eurovisió. Le radiodiffuseur andorran a précisé qu'il y a eu 82 chansons envoyées à la sélection nationale.
Le représentant choisi est Anonymous, un groupe de punk-rock, qui chantera Salvem el món (« Sauvons le monde » en catalan).
Anonymous a été sélectionné unanimement par un jury de 10 membres.
Andorre participera à la demi-finale le 10 mai, et tentera de se qualifier pour la toute première fois pour la grande finale deux jours plus tard.
Le groupe a déjà enregistré la chanson et tourné le vidéo clip. La chanson fut dévoilée le 1er mars dans une soirée spéciale retransmise par la télévision andoranne depuis le Auditori Claror del Centre Cultural i de Congressos Lauredià dans la ville de Sant Julià de Lòria.
Les trois membres du groupe Anonymous, âgés de 18 et 19 ans, sont fans des groupes Blink 182 et Sum 41 desquels ils s'inspirent.